# Кривин (станція)
Кривин — проміжна станція 3-го класу Південно-Західної залізниці, розташована у селі Старий Кривин Шепетівського району Хмельницької області на лінії Шепетівка—Здолбунів, між зупинними пунктами Колом'є (на сході) і Бадівка (на заході).
Залізницю Київ-Брест, точніше її частину Бердичів-Ковель, було прокладено 1872 року, а рух відкрився у серпні 1873 року.
Тоді ж на лінії виникла і станція Кривин, що відтоді не змінювала назви. 
У  квітні 1919 року в районі Кривина розгорнулися жорстокі бої, у яких брав участь знаменитий панцерник "Стрілець" Електрифіковано станцію під час електрифікації лінії Фастів-Здолбунів 1964 року.
На станції роблять зупинку поїзди далекого прямування, регіональні поїзди та поїзди приміського сполучення.